# 장영근
장영근(張英根, 1897년 5월 2일 부산 ~ 1983년 6월 23일)은 일제강점기의 대한민국의 기업인이다. 무소속으로 제3대 민의원의원도 역임했다.

## 약력
- 일본 나고야 유신중학교 3년 중퇴
- 신생화학공업주식회사 사장
- 국제흥산주식회사 사장
- 주식회사주물공업소 사장
- 적기목재주식회사 사장
- 동래온천번영회 회장

## 역대 선거 결과
|  | 21.37% |

|  | 18.74% |

## 참고 문헌
- 장영근 - 대한민국헌정회